# Qualificazioni al campionato mondiale di calcio 2022 - CAF - seconda fase - girone D
Questa voce raccoglie i risultati delle partite del girone D valido come secondo turno di qualificazione al Campionato mondiale di calcio 2022 per la zona africana.

## Classifica
| Squadra        | P.ti | G | V | P | S | RF | RS | DR  |
| -------------- | ---- | - | - | - | - | -- | -- | --- |
| Camerun        | 15   | 6 | 5 | 0 | 1 | 12 | 3  | +9  |
| Costa d'Avorio | 13   | 6 | 4 | 1 | 1 | 10 | 3  | +7  |
| Mozambico      | 4    | 6 | 1 | 1 | 4 | 2  | 8  | -6  |
| Malawi         | 3    | 6 | 1 | 0 | 5 | 2  | 12 | -10 |

## Risultati

### 1ª giornata
| Maputo 3 settembre 2021, ore 15:00 UTC+2 | Mozambico                 | 0 – 0 referto | Costa d'Avorio | Estádio Nacional do Zimpeto\| Arbitro: \| Ndabihawenimana Pacifique \| |
| Arbitro:                                 | Ndabihawenimana Pacifique |               |                |                                                                        |

| Arbitro: | Ndala Ngambo |

|                                 |           |  |
| Aboubakar 9’ Ngadeu-Ngadjui 22’ | Marcatori |  |

### 2ª giornata
| Arbitro: | Mustapha Ghorbal |

|                        |           |                     |
| Haller 20’ (rig.), 29’ | Marcatori | 61’ (rig.) Ngamaleu |

| Arbitro: | Souleiman Ahmed Djama |

|           |           |  |
| Mbulu 10’ | Marcatori |  |

### 3ª giornata
| Arbitro: | Peter Waweru |

|  |           |                                   |
|  | Marcatori | 35’ Gradel 85’ Sangaré 90+5’ Boga |

| Arbitro: | Mohamed Marouf |

|                                        |           |            |
| Choupo-Moting 28’, 52’ Toko Ekambi 63’ | Marcatori | 80’ Catamo |

### 4ª giornata
| Arbitro: | Sabri Mohamed Fadul |

|  |           |                    |
|  | Marcatori | 68’ Ngadeu-Ngadjui |

| Arbitro: | Bernard Camille |

|                           |           |            |
| Pépé 2’ Kessié 67’ (rig.) | Marcatori | 19’ Muyaba |

### 5ª giornata
| Arbitro: | Issa Sy |

|  |           |                                                     |
|  | Marcatori | 23’ (rig.) Aboubakar 41’ Anguissa 85’, 87’ Bassogog |

| Arbitro: | Gamal Al Ghandour |

|                                |           |  |
| Gradel 10’ Cornet 61’ Seri 90’ | Marcatori |  |

### 6ª giornata
| Arbitro: | Hassan Hagi |

|                  |           |  |
| Mzava 51’ (aut.) | Marcatori |  |

| Arbitro: | Janny Sikazwe |

|                 |           |  |
| Toko Ekambi 21’ | Marcatori |  |